# Bódvalenke
Bódvalenke é um município da Hungria, situado no condado de Borsod-Abaúj-Zemplén. Tem 6,63 km² de área e sua população em 2015 foi estimada em 211 habitantes.